# Gnaeus Domitius Ahenobarbus (Konsul 122 v. Chr.)

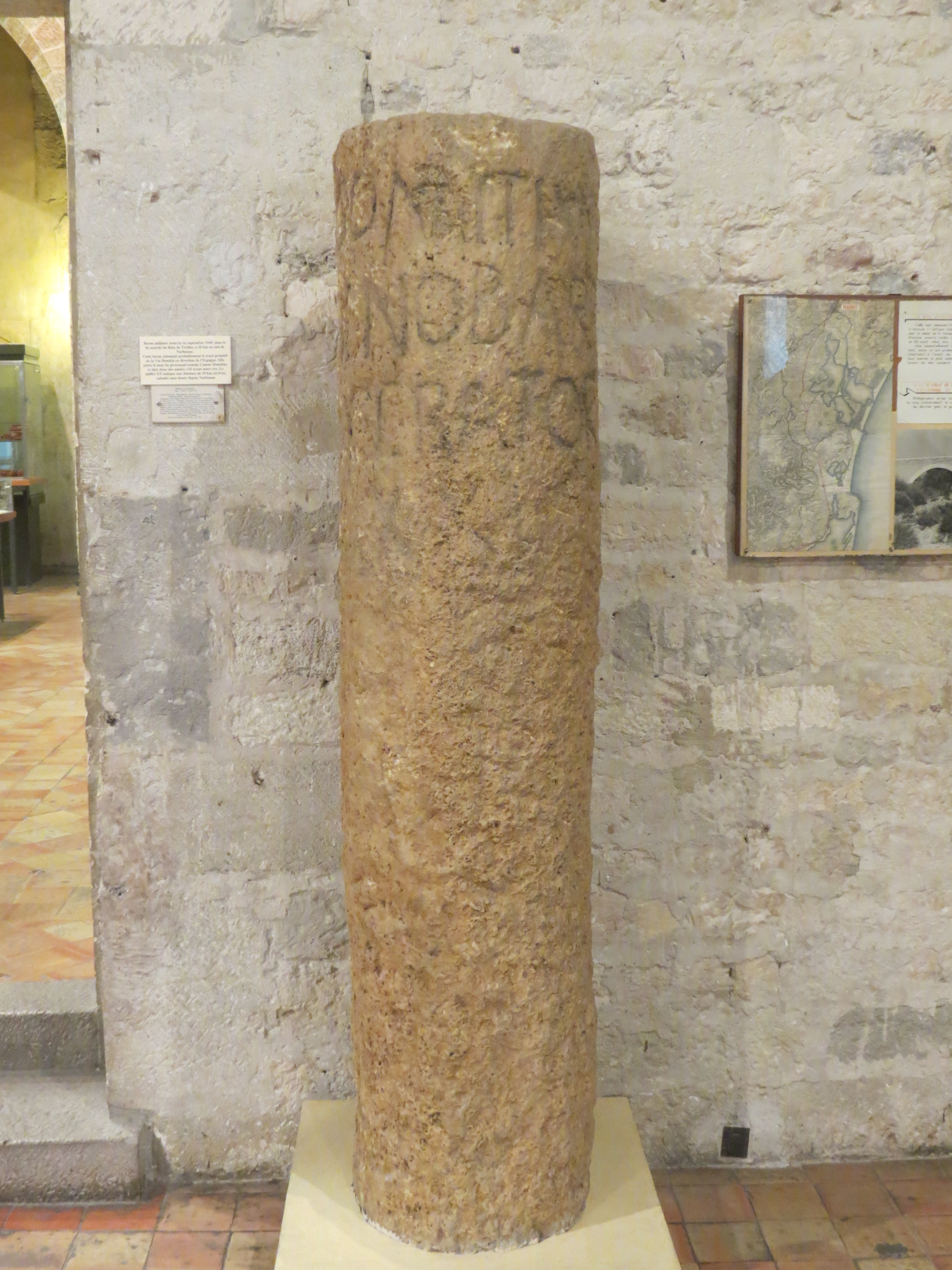
Säule mit Inschrift des Cn(aeus) Domitius Cn(aei) f(ilius) / Ahenobarbus / imperator / XX aus Narbo Martius, Archäologisches Museum Narbonne, 118/117 v. Chr.

Gnaeus Domitius Ahenobarbus († um 104 v. Chr.) war ein römischer Politiker der späten Republik.
Der Sohn des gleichnamigen Konsuls von 162 v. Chr. begann seine politische Karriere in den Jahren um 130 v. Chr. als Münzmeister. Anschließend amtierte er wohl von 129 bis 126 v. Chr. als Legat des Konsuls Manius Aquilius im Kampf gegen Aristonikos und spätestens 125 v. Chr. als Prätor. Er wurde für das Jahr 122 v. Chr. zum Konsul gewählt und führte als solcher im südlichen Gallien Krieg gegen die Allobroger. Im darauf folgenden Jahr kämpfte er gemeinsam mit seinem Nachfolger im Konsulat, Quintus Fabius Maximus Allobrogicus, auch gegen die Arverner. Er blieb bis 120, eventuell auch bis 118 v. Chr., als Prokonsul im südlichen Gallien und annektierte das gesamte Territorium der späteren Provinz Gallia Narbonensis mit Ausnahme des Gebiets der Stadt Massilia (dem heutigen Marseille), die ihre Unabhängigkeit bis zum Jahr 49 v. Chr. bewahren konnte. Die von ihm ausgebaute Straße nach Gallien, die Via Domitia, trug seinen Namen. 115 v. Chr. wurde er Zensor. Er bekleidete auch das Priesteramt eines Pontifex. Sein gleichnamiger Sohn war 96 v. Chr. Konsul, sein jüngerer Sohn Lucius 94 v. Chr.